# Ардила
Арди́ла (порт. Ardila, исп. Ardila) — река на юге Пиренейского полуострова, левый приток Гвадианы, протекает по территории автономного сообщества Эстремадура в Испании и провинции Байшу-Алентежу в Португалии. Длина — 166,1 км, площадь водосборного бассейна — 1821,6 км². Средний расход воды — 8 м³/с.
Берет свои истоки в испанской провинции Бадахос. В Португалии протекает в округе Бежа, впадая в Гвадиану возле города Мора.
Притоки: Бреньяш, Тоталга, Муртиган, Муртига (Муртега).